# Vincent Aboubakar
Vincent Aboubakar, född 22 januari 1992 i Garoua, är en kamerunsk fotbollsspelare som spelar för Beşiktaş.

## Klubbkarriär
Aboubakar började sin professionella karriär i Cotonsport Garoua. Under säsongen 2009/2010 flyttades han upp i A-laget som spelade i Elite One. Den 26 maj 2010 skrev Aboubakar på för Valenciennes FC i Frankrike. Han fick tröjnummer 9 och gjorde sin debut i klubbens första match för säsongen mot Nice, där han blev inbytt. Han gjorde sitt första mål och hattrick mot Boulogne i Coupe de la Ligue.
I september 2020 återvände Aboubakar till turkiska Beşiktaş, där han skrev på ett ettårskontrakt. Aboubakar gjorde 15 mål på 26 ligamatcher och vann dubbeln med Beşiktaş under säsongen 2020/2021 då de vann både Süper Lig och Turkiska cupen.
Den 8 juni 2021 värvades Aboubakar av saudiska Al Nassr, där han skrev på ett treårskontrakt. Aboubakar debuterade i Saudi Professional League den 13 augusti 2021 i en 4–1-vinst över Damac, där han blev inbytt i den 73:e minuten mot Abderrazak Hamdallah och även gjorde ett mål.

## Landslagskarriär
Den 18 augusti 2009 blev Aboubakar uttagen i Kameruns U20-landslag till Jeux de la Francophonie i Beirut. I maj 2010 blev uttagen i Kameruns A-landslag till Fotbolls-VM 2010. Aboubakar var den enda spelaren i laget som då spelade i Kamerun. Han gjorde sin debut i en vänskapsmatch den 29 maj 2010 mot Slovakien.
I december 2021 blev Aboubakar uttagen i Kameruns trupp till Afrikanska mästerskapet 2021. I november 2022 blev han uttagen i Kameruns trupp till VM 2022.